# Heinrich Vogelsang (Fabrikant)
Heinrich Vogelsang (* 14. Februar 1838 in Werden an der Ruhr; † 5. August 1919 in Recklinghausen) war ein deutscher Fabrikant und Politiker (Zentrum).

## Leben
Vogelsang, der römisch-katholischer Konfession war, machte eine kaufmännische Ausbildung unter anderem in Rotterdam. Danach arbeitete er im väterlichen Betrieb in Werden mit. 1873 verlegte er seinen Wohnsitz nach Recklinghausen. Er war Kaufmann und Fabrikant in Recklinghausen. Er war Mitinhaber der Westfälischen Kalkindustrie Wicking & Cie, der Wickingschen Industrie für Holz- und Baubedarf AG und der Wicking‘schen Portland-Zement- und Kalkindustrie AG. Er wurde in die Handelskammer Münster gewählt und war dort stellvertretender Vorsitzender.
Politisch gehörte er dem Zentrum an. Für seine Partei und den Wahlkreis Recklinghausen bzw. Recklinghausen-Stadt war er von 1893 bis 1919 Abgeordneter im Provinziallandtag der Provinz Westfalen.
Vogelsang wurde mit dem Titel eines Kommerzienrats ausgezeichnet. 1918 wurde er zum Ehrenbürger von Recklinghausen ernannt. Er ist auf dem Lohtorfriedhof begraben.